# Ēriks Ševčenko
Ēriks Ševčenko (ur. 28 kwietnia 1991 w Dyneburgu) – łotewski hokeista, reprezentant Łotwy.
Jego brat Artūrs (ur. 1994) także został hokeistą.

## Kariera
- HK Liepājas Metalurgs U17 (2006/2007)
- SK Riga U17 (2007–2008)
- SK LSPA/Riga (2008–2009)
- Dinamo-Juniors Ryga (2009–2010)
- HK Rīga (2010–2012)
- HK Liepājas Metalurgs (2011/2012, 2012–2013)
- Tønsberg Vikings (2013)
- San Francisco Bulls (2013/2014)
- Florida Everblades (2013/2014)
- Gwinnett Gladiators (2013/2014)
- Saryarka Karaganda (2014–2015)
- Dinamo Ryga (2015–2016)
- HK Liepāja (2016)
- Junost' Mińsk (2016–2017)
- Tsen Tou Jilin (2017–2018)
- Jugra Chanty-Mansyjsk (2018–2018)
- Mietałłurg Nowokuźnieck (2019–2020)
- HK Zemgale (2020)
- JKH GKS Jastrzębie (2020–2023)

Występował w rozgrywkach rodzimej łotewskiej ekstraligi, a ponadto w ekstralidze białoruskiej, rosyjskich rozgrywkach MHL, norweskiej GET-ligaen. Od końca roku kalendarzowego 2013 w sezonie 2013/2014 grał w trzech drużynach amerykańskiej ligi ECHL. We wrześniu 2014 przeszedł do kazachskiego zespołu Saryarka Karaganda, występującego w rosyjskich rozgrywkach WHL. W lipcu 2015 został zawodnikiem Dinama Ryga w rosyjskich rozgrywkach KHL. W grudniu 2016 przeszedł do białoruskiej Junosti Mińsk. Od 2017 przez trzy sezony ponownie występował w lidze WHL: od 2017 był graczem chińskiego zespołu Tsen Tou Jilin, od maja 2018 był hokeistą rosyjskiej Jugry Chanty-Mansyjsk, a od 2019 reprezentował Mietałłurg Nowokuźnieck. Sezon 2020/2021 rozpoczął w łotewskim HK Zemgale. Pod koniec listopada 2020 został ogłoszony zawodnikiem drużyny JKH GKS Jastrzębie w Polskiej Hokej Lidze (w lipcu 2021 do tej drużyny dołączył jego brat Artūrs). Po sezonie 2022/2023 zakończył karierę i został dyrektorem szkoły hokejowej w rodzinny Dyneburgu.
Został zawodnikiem reprezentacji Łotwy. W barwach kadry do lat 20 występował na turniejach mistrzostw świata juniorów do lat 20 edycji 2010 (Elita), 2011 (Dywizja I). W późniejszych latach był regularnym reprezentantem seniorskiej kadry Łotwy.

## Sukcesy
Reprezentacyjne
- Awans do mistrzostw świata do lat 20 Elity: 2011

Klubowe
- Złoty medal mistrzostw Łotwy: 2010 z Dinamo-Juniors Ryga
- Pierwsze miejsce w rundzie zasadniczej WHL: 2015 z Saryarką Karaganda
- Półfinał play-off WHL: 2015 z Saryarką Karaganda
- Srebrny mistrzostw Białorusi: 2017 z Junostią Mińsk
- Puchar Polski: 2021 z JKH GKS Jastrzębie
- Złoty medal mistrzostw Polski: 2021 z JKH GKS Jastrzębie
- Superpuchar Polski: 2021 z JKH GKS Jastrzębie
- Brązowy medal mistrzostw Polski: 2022 z JKH GKS Jastrzębie

Indywidualne
- Superpuchar Polski w hokeju na lodzie 2021:
  - 19 października 2021: Dwa gole w tym zwycięski w wygranym 3:1 meczu z Re-Plast Unią Oświęcim[14]